# Маріан Ланько
Маріан Юзеф Ланько (пол. Marian Józef Łańko; нар. 26 січня 1906, Краків, Австро-Угорщина — пом. 19 квітня 1971, Краків, Польща) — польський футболіст та тренер, виступав на позиції центрального нападника.

## Життєпис
Футбольну кар'єру розпочав у команді рідного міста, «Краковія». Погравши у віленському клубі ВКС 1 ррЛег, повернувся до Польщі, де грав у столичних «Легії» та «Полонії». У футболці «Легії» дебютував 3 квітня 1927 року в програному (1:4) домашньому поєдинку проти «Варшавянки». Зіграв 85 матчів за «Легію» в чемпіонаті Польщі, в яких відзначився 75-ма голами. Востаннє футболку клубу одягав 24 серпня 1930 року в нічийному (1:1) домашньому поєдинку проти львівських «Чарні». 1931 року перейшов до одного з найсильніших клубів Львова, «Чарні». Потім знову грав в Екстраклясі за варшавську «Полонію», у футболці якої 1935 року завершив кар'єру футболіста.
Намагався розпочати тренерську кар'єру. 1953 року очолював «Огніво» (Краків), а в 1955 році — «Віслу»